# تئاتر هولو در مدیسن اسکوئر گاردن
تئاتر هولو در مدیسن اسکوئر گاردن (انگلیسی: Hulu Theater at Madison Square Garden) یک سالن نمایش در نیویورک، ایالات متحده آمریکا است.
این سالن که در سال ۱۹۶۸ تأسیس شده دارای ۵٬۵۰۰ نفر ظرفیت می‌باشد و در مدیسن اسکوئر گاردن واقع شده‌است.